# Riversdale (Blenheim)
Riversdale est une banlieue de la cité de Blenheim, dans la région de Marlborough dans l’île du Sud de la Nouvelle-Zélande.
Riversdale est séparée du reste de la ville de Blenheim par le fleuve Opawaau nord, est et ouest, et par la ligne principale du nord de l’île du Sud (en) et la route SH 1 sur le flanc ouest. 
Vers le sud, la banlieue d’Islington est aussi de façon similaire, séparée sur ses trois côtés par le fleuve Opawa.

## Municipalités limitrophes
Le Nelson Marlborough Institute of Technology (en) a son campus de Marlborough à Riversdale.

## Démographie
La région de Riversdale et Islington couvre 1,10 km2.
La population est de 2 550 personnes en juin 2024 avec une densité de population de 2 345 personnes par km2. 
La banlieue de Riversdale-Islington avait une population de 2 319 personnes lors du recensement de 2018 en Nouvelle-Zélande, en augmentation de 249 personnes (12,0 %) depuis le recensement de 2013, et une augmentation de 168 personnes (7,8 %) depuis le recensement de 2006.
Il y a 852 logements avec 1 179 hommes et 1 140 femmes, donnant un sexe-ratio de 1,03 homme par femme.
L’âge médian est de 38,3 ans (comparé avec les 37,4 ans au niveau national), avec 414 personnes (17,9 %) âgées de moins de 15 ans, 492 personnes (21,2 %) âgées de 15 à 29 ans, 1 011 personnes (43,6 %) âgées de 30 à 64 ans, et 402 personnes (17,3 %) âgées de 65 ans ou plus.
L’ethnicité est pour 81,1 % européenne/Pākehā, 20,7 % maorie, 5,3 % issue du Pacifique, 6,2 % d’origine asiatique et 2,6 % d’une autre ethnicité (le total fait plus de 100 % dans la mesure où une personne peut s’identifier sur de multiples ethnicités en fonction de sa parenté).
La proportion de personnes nées outre-mer est de 17,1 %, comparée avec les 27,1 % au niveau national.
Bien que certaines personnes refusent de donner leur religion lors du recensement, 56,8 % n’ont aucune religion, 30,8 % sont chrétiennes, 0,4 % sont hindouistes, 0,5 % sont musulmanes, 0,8 % sont bouddhistes et 3,5 % ont une autre religion.
Parmi ceux de moins de 15 ans d’âge, 186 personnes (9,8 %) ont une licence ou d’un degré supérieur, et 456 personnes (23,9 %) n’ont aucune qualification formelle.
Le revenu médian est de 28 900 $, comparé avec les 31 800 $ au niveau national.
Le statut d’emploi de ceux d’au moins 15 ans d’âge, 1 014 personnes (53,2 %) ont un emploi à plein temps, 255 personnes (13,4 %) ont un emploi à temps partiel et 72 personnes (3,8 %) sont sans emploi.